# Zalba
Zalba es una entidad de población española del municipio de Lizoáin-Arriasgoiti, perteneciente a la Comunidad Foral de Navarra.

## Historia
Hacia mediados del siglo XIX, el lugar, por entonces perteneciente a Arriasgoiti, tenía contabilizada una población de 55 habitantes. Aparece descrito en el decimosexto y último volumen del Diccionario geográfico-estadístico-histórico de España y sus posesiones de Ultramar de Pascual Madoz con las siguientes palabras:

ZALBA: l. del ayunt. y valle de Arriasgoiti, en la prov. y c. g. de Navarra, part. jud. de Aoiz (2 1/2), aud. terr. y dióc. de Pamplona (4). sit. en llano á la izq. del r. Erro; clima frio; reina el viento N., y se padecen inflamaciones y catarros. Tiene 11 casas; igl. parr. de entrada (San Juan) servida por un abad de provision de los vec.; cementerio contiguo á la igl.; los hab. aprovechan para beber y abrevadero de ganados, las aguas del referido r. El térm. copnfina N. Zunzarren; E. Gurpegui; S. Oscariz, y O. Leyun, y comprende dentro de su circunferencia un monte de pinos, robles, hayas y varios arbustos. El terreno es regular para la produccion de cereales, pedregoso y secano; le atraviesa de N. á S. el r. Erro, con un puente para su paso. caminos: los locales y los que conducen á la cap. de provincia: el correo se recibe de Urroz por balijero. prod.: trigo, avena, maiz, vino y legumbres; cria de ganado vacuno, mular y lanar; caza de perdices y liebres; pesca de truchas, anguilas y barbos. pobl.: 11 vec., 34 alm. riqueza: con el valle (V.).
(Madoz, 1850, p. 450)

En la actualidad, pertenece al municipio de Lizoáin-Arriasgoiti. En 2022, tenía empadronados veintiséis habitantes.